# Aturus ortivus
Aturus ortivus är en kvalsterart som beskrevs av Herbert Habeeb 1954. Aturus ortivus ingår i släktet Aturus och familjen Aturidae. Inga underarter finns listade.